# Liste der denkmalgeschützten Objekte in Judenburg
Die Liste der denkmalgeschützten Objekte in Judenburg enthält die 50 denkmalgeschützten, unbeweglichen Objekte der österreichischen Stadtgemeinde Judenburg im steirischen Bezirk Murtal.

## Denkmäler
| Foto  |                 | Denkmal                                                                                                   | Standort                                                        | Beschreibung | Metadaten |
| ----- | --------------- | --- | --------------------------------------------------------------- | --- | --- |
| ja    | Datei hochladen | Bürgerhaus, straßenseitiges Hauptgebäude und Osttrakt HERIS-ID: 37226 Objekt-ID: 36311                    | Burggasse 1 Standort KG: Judenburg                              | | BDA-Hist.: Q37974472 Status: Bescheid Stand der BDA-Liste: 2025-06-30 Name: Bürgerhaus, straßenseitiges Hauptgebäude und Osttrakt GstNr.: .99/1                                                                                        |
| ja    | Datei hochladen | Kommunaler Wohnbau, Blaues Haus HERIS-ID: 82168 Objekt-ID: 95981                                          | Burggasse 49–51 Standort KG: Judenburg                          | Das Wohnhaus der Gemeinde Judenburg wurde 1930/31 von Herbert Eichholzer erbaut. Das Eck wird durch Balkone und einen attikaartigen Aufsatz betont, zur Burggasse hin befindet sich ein Fresko. | BDA-Hist.: Q38177774 Status: § 2a Stand der BDA-Liste: 2025-06-30 Name: Kommunaler Wohnbau, Blaues Haus GstNr.: .542, .543, .541, .540 Blaues Haus, Judenburg                                                                          |
| ja BW | Datei hochladen | Café Grünhübl HERIS-ID: 113917 Objekt-ID: 132305seit 2021                                                 | Burggasse 132 Standort KG: Judenburg                            | Der Schladminger Architekt Max Pekoll plante 1954 das Café mit einem großen Gastzimmer, an das nördlich und südlich je ein Stüberl anschloss. Besonderes Augenmerk legte er auf die äußerst detailreiche Gestaltung des Innenraumes. Die Ausführung der Innengestaltung wie z.B. der mit Keramiken ausgestatteten Theke oder der Lichtsäule übernahm Leo Miller. Geschützt sind die historischen Räume im Café samt Ausstattung, der große Gastraum und das Stüberl einschließlich der wandfesten Ausstattung (Theke, Lichtsäule, Luster, Bänke etc.).                                         | BDA-Hist.: Q105675420 Status: Bescheid Stand der BDA-Liste: 2025-06-30 Name: Café Grünhübl GstNr.: .369 Café Grünhübl |
| ja    | Datei hochladen | sog. Sautörl, Teil der Stadtbefestigung und Stadtmauer HERIS-ID: 82301 Objekt-ID: 96121                   | bei Capistrangasse 14 Standort KG: Judenburg                    | → Hauptartikel : Sautörl f1 | BDA-Hist.: Q38178219 Status: § 2a Stand der BDA-Liste: 2025-06-30 Name: sog. Sautörl, Teil der Stadtbefestigung und Stadtmauer GstNr.: 811/16                                                                                          |
| ja    | Datei hochladen | Ederbastei und Stadtmauer HERIS-ID: 82461 Objekt-ID: 96285                                                | bei Ederbastei 13 Standort KG: Judenburg                        | → Hauptartikel : Stadtbefestigung Judenburg f1 | BDA-Hist.: Q38178474 Status: § 2a Stand der BDA-Liste: 2025-06-30 Name: Ederbastei und Stadtmauer GstNr.: 795/1 |
| ja    | Datei hochladen | Friedhof mit Auerspergkapelle, Jugoslawenkapelle HERIS-ID: 82476 Objekt-ID: 96300                         | neben Hans-Kloepfer-Straße 3 Standort KG: Judenburg             | Die Auersperg- oder Jugoslawenkapelle wurde 1837 von Leopold W. von Auersperg fertiggestellt und 1935 als Gedächtniskapelle für sechs, 1918 standrechtlich erschossene slowenische Soldaten geweiht. Der zylindrische Rundbau hat ein wuchtiges Kranzgesims auf Pilastern, sowie ein Blechdach mit hoher barockisierender Laterne, innen befindet sich ein monumentales Secco-Gemälde mit der Darstellung eines gefallenen Soldaten aus dem Jahre 1935. | BDA-Hist.: Q38178506 Status: § 2a Stand der BDA-Liste: 2025-06-30 Name: Friedhof mit Auerspergkapelle, Jugoslawenkapelle GstNr.: 348/3, 358 Friedhof Judenburg                                                                         |
| ja    | Datei hochladen | Rathaus HERIS-ID: 51543 Objekt-ID: 57218                                                                  | Hauptplatz 1 Standort KG: Judenburg                             | Im Hof des Rathauses befinden sich dreigeschoßige Pfeilerarkaden, auf der linken Seite gotische Konsolen. | BDA-Hist.: Q38045876 Status: § 2a Stand der BDA-Liste: 2025-06-30 Name: Rathaus GstNr.: .1 Rathaus Judenburg |
| ja    | Datei hochladen | Wohn- und Geschäftshaus, Mittonihaus HERIS-ID: 51544 Objekt-ID: 57219                                     | Hauptplatz 2 Standort KG: Judenburg                             | | BDA-Hist.: Q38045882 Status: § 2a Stand der BDA-Liste: 2025-06-30 Name: Wohn- und Geschäftshaus, Mittonihaus GstNr.: .2 Mittonihaus, Judenburg                                                                                         |
| ja    | Datei hochladen | Apothekerhaus HERIS-ID: 37228 Objekt-ID: 36313                                                            | Hauptplatz 5 Standort KG: Judenburg                             | Das Apothekerhaus, auch Körblerhaus, hat ein profiliertes Rundbogenportal aus der 1. Hälfte des 16. Jahrhunderts mit einem späteren Schlussstein in Form eines Kopfes. Im Obergeschoß hofseitig sind an drei Seiten Arkadengänge auf achteckigen Säulen, teilweise mit Spitzbögen und teilweise mit gedrückten Rundbögen ebenfalls aus der 1. Hälfte des 16. Jahrhunderts. Im Erdgeschoß befindet sich ein Schulterbogenportal. | BDA-Hist.: Q37974483 Status: Bescheid Stand der BDA-Liste: 2025-06-30 Name: Apothekerhaus GstNr.: .26, . 29, .28 |
| ja    | Datei hochladen | Brunnen HERIS-ID: 83023 Objekt-ID: 96884                                                                  | bei Hauptplatz 11 Standort KG: Judenburg                        | Der steinerne Brunnen ist mit 1874 bezeichnet. | BDA-Hist.: Q38179701 Status: § 2a Stand der BDA-Liste: 2025-06-30 Name: Brunnen GstNr.: 811/1 Stadtbrunnen Judenburg |
| ja    | Datei hochladen | Stadtturm HERIS-ID: 65756 Objekt-ID: 78621                                                                | Hauptplatz 23 Standort KG: Judenburg                            | Mit dem Bau des freistehenden Stadtturms auf dem Hauptplatz wurde 1449 begonnen, die Fertigstellung erfolgte, nach einem Brand im Jahre 1504, durch den Steinmetz Michel Pircher erst gegen 1520. Nach Bränden 1670, 1709 und 1807 wurde der Turm jeweils wiederaufgebaut. Der Turm wurde 1841–1842 durch Michael Zearo erhöht, 1884 wurde eine Aussichtsgalerie angefügt. Der mächtige, viergeschoßige Turm ist 75 Meter hoch und hat ein spitz zulaufendes, gebrochenes Zeltdach. Das spätgotische Ostportal wurde 1963 restauriert. Im 19. Jahrhundert wurden vier Römersteine eingemauert. | BDA-Hist.: Q38111550 Status: § 2a Stand der BDA-Liste: 2025-06-30 Name: Stadtturm GstNr.: .139 Stadtturm Judenburg |
| ja    | Datei hochladen | Neue Burg und Stadtmauer, Bezirksgericht HERIS-ID: 83202 Objekt-ID: 97072seit 2014                        | Herrengasse 11 Standort KG: Judenburg                           | Die Burg wurde um 1600 für Erzherzog Ferdinand erbaut und 1677–1679 von Pietro Francesco Carlone und Giovanni Pozzo umgebaut. Es ist ein langgestreckter Flügelbau, der zur Stadt hin offene Hof ist mit Säulenarkaden ausgestattet. | BDA-Hist.: Q38180114 Status: Bescheid Stand der BDA-Liste: 2025-06-30 Name: Neue Burg und Stadtmauer, ehem. Bezirksgericht GstNr.: .7 Neue Burg, Judenburg                                                                             |
| ja    | Datei hochladen | Ehem. Franziskanerkloster und Stadtmauer HERIS-ID: 51545 Objekt-ID: 57220                                 | Herrengasse 12 Standort KG: Judenburg                           | Das Gebäude geht auf das 13. Jahrhundert zurück, war vom 15. bis zum späten 18. Jahrhundert ein Franziskanerkloster, das heutige Aussehen geht aber auf den Wiederaufbau nach einem Brand 1807 zurück. Es diente danach als Schule, heutzutage ist die Stadtbibliothek sowie das 2019 eröffnete Museum Murtal (für Ur- und Frühgeschichte) hier untergebracht. | BDA-Hist.: Q38045894 Status: § 2a Stand der BDA-Liste: 2025-06-30 Name: FranziskanerInnenkloster, Stadtmauer, Ehem. Franziskaner-/Minoritenkloster und Stadtmauer GstNr.: .9/1 Franziskanerkloster Judenburg                           |
| ja    | Datei hochladen | Bankgebäude HERIS-ID: 83205seit 2023                                                                      | Herrengasse 19 Standort KG: Judenburg                           | | BDA-Hist.: Q119231441 Status: Bescheid Stand der BDA-Liste: 2025-06-30 Name: Bankgebäude GstNr.: .231 Herrengasse 19, Judenburg |
| ja    | Datei hochladen | Schule HERIS-ID: 83207 Objekt-ID: 97077                                                                   | Herrengasse 20, 22 Standort KG: Judenburg                       | Das Schulgebäude wurde laut Inschrift 1902/03 erbaut. Es ist in den typischen Formen ärarischer Architektur dieser Zeit gehalten, am Mittelrisaliten befindet sich aber Rankendekoration und das Relief eines Männerkopfs mit Judenhaube en face. | BDA-Hist.: Q38180129 Status: § 2a Stand der BDA-Liste: 2025-06-30 Name: Schule GstNr.: 322/3 Schulgebäude Herrengasse, Judenburg |
| ja    | Datei hochladen | Mariahilf-Kapelle HERIS-ID: 83211 Objekt-ID: 97081                                                        | bei Herrengasse 26 Standort KG: Judenburg                       | Die Mariahilf-Kapelle stammt aus dem 18. Jahrhundert. Sie wurde Anfang des 19. Jahrhunderts umgebaut, aus dieser Zeit stammt auch das Schmiedeeisengitter. Der kleine Altar wurde Anfang des 18. Jahrhunderts gebaut. | BDA-Hist.: Q38180138 Status: § 2a Stand der BDA-Liste: 2025-06-30 Name: Mariahilf-Kapelle GstNr.: .232/1 Mariahilfkapelle, Judenburg                                                                                                   |
| ja    | Datei hochladen | Umfriedung des Sparkassenparks HERIS-ID: 102475 Objekt-ID: 118884                                         | bei Herrengasse 26 Standort KG: Judenburg                       | | BDA-Hist.: Q37790603 Status: § 2a Stand der BDA-Liste: 2025-06-30 Name: Umfriedung des Sparkassenparks GstNr.: 318/2, 318/1 |
| ja    | Datei hochladen | Kalvarienbergkirche HERIS-ID: 51552 Objekt-ID: 57227                                                      | Kalvarienberg 2 Standort KG: Judenburg                          | → Hauptartikel : Kalvarienbergkirche Judenburg f1 | BDA-Hist.: Q38045907 Status: § 2a Stand der BDA-Liste: 2025-06-30 Name: Kalvarienbergkirche GstNr.: .332 Kalvarienbergkirche Judenburg                                                                                                 |
| ja    | Datei hochladen | ehem. Wirtschaftsgebäude HERIS-ID: 83241 Objekt-ID: 97114                                                 | Kaserngasse 8 Standort KG: Judenburg                            | | BDA-Hist.: Q38180286 Status: § 2a Stand der BDA-Liste: 2025-06-30 Name: ehem. Wirtschaftsgebäude GstNr.: .156/2 |
| ja    | Datei hochladen | Festsaal, ehem. Jesuitenkirche HERIS-ID: 83247 Objekt-ID: 97120                                           | Kaserngasse 18 Standort KG: Judenburg                           | Die ehemalige Augustinerkirche, deren gotischer Chor noch zu sehen ist, wurde 1620 an die Jesuiten übergeben und umgebaut. Seit 1953 fungiert die ehemalige Kirche als Festsaal, eine weitere Veränderung erfolgte 1996. | BDA-Hist.: Q38180305 Status: § 2a Stand der BDA-Liste: 2025-06-30 Name: Festsaal, ehem. Jesuitenkirche GstNr.: .67 Festsaal Judenburg, ehemalige Jesuitenkirche                                                                        |
| ja    | Datei hochladen | ehem. Jesuitenkloster HERIS-ID: 83250 Objekt-ID: 97123                                                    | Kaserngasse 22 Standort KG: Judenburg                           | Das ehemalige Augustinerkloster wurde 1620 von den Jesuiten übernommen und ausgebaut. Nach der Aufhebung des Jesuitenordens 1776 diente das Gebäude lange Zeit als Kaserne und nunmehr als Musikschule und Jugendgästehaus. | BDA-Hist.: Q38180317 Status: § 2a Stand der BDA-Liste: 2025-06-30 Name: ehem. Jesuitenkloster GstNr.: .66/1 Ehemaliges Jesuitenkloster, Judenburg                                                                                      |
| ja    | Datei hochladen | Mesnerhaus HERIS-ID: 83256 Objekt-ID: 97129                                                               | Kirchengasse 2 Standort KG: Judenburg                           | | BDA-Hist.: Q38180329 Status: § 2a Stand der BDA-Liste: 2025-06-30 Name: Mesnerhaus GstNr.: .149 |
| ja    | Datei hochladen | Pfarrhof HERIS-ID: 83285 Objekt-ID: 97158                                                                 | Kirchengasse 3 Standort KG: Judenburg                           | | BDA-Hist.: Q38180391 Status: § 2a Stand der BDA-Liste: 2025-06-30 Name: Pfarrhof GstNr.: .156/1 |
| ja    | Datei hochladen | Kath. Pfarrkirche hl. Nikolaus HERIS-ID: 83284 Objekt-ID: 97157                                           | Kirchplatz 2 Standort KG: Judenburg                             | Eine Kirche an dieser Stelle wurde bereits 1148 erwähnt. Die ursprünglich aus dem frühen 16. Jahrhundert stammenden Kirche erhielt nach einem Brand 1670 ein barockes Langhaus, das an den gotischen Chor angebaut wurde. Kleinere Veränderungen gab es um 1900. | BDA-Hist.: Q38180380 Status: § 2a Stand der BDA-Liste: 2025-06-30 Name: Kath. Pfarrkirche hl. Nikolaus GstNr.: .142 Pfarrkirche Heiliger Nikolaus Judenburg                                                                            |
| ja    | Datei hochladen | Ehem. Palais Heinrichsberg und Stadtmauer HERIS-ID: 37229 Objekt-ID: 36314                                | Martiniplatz 4 Standort KG: Judenburg                           | Das Gebäude war ein Teil der mittelalterlichen Burg, die sich in diesem Bereich befand. Es gehörte im 17./18. Jahrhundert den Jesuiten, auf das heutige Aussehen großteils zurückgeht. Im Hof befindet sich eine der Figuren der Pestsäule, im 18. Jahrhundert am Hauptplatz aufgestellt war. | BDA-Hist.: Q37974492 Status: Bescheid Stand der BDA-Liste: 2025-06-30 Name: Ehem. Palais Heinrichsberg und Stadtmauer GstNr.: .62 Palais Heinrichsberg                                                                                 |
| ja    | Datei hochladen | Ehem. Stadtpalais Martinihof HERIS-ID: 83281 Objekt-ID: 97154seit 2016                                    | Martiniplatz 5a Standort KG: Judenburg                          | | BDA-Hist.: Q38180350 Status: Bescheid Stand der BDA-Liste: 2025-06-30 Name: Ehem. Stadtpalais Martinihof GstNr.: .63/1, 108 |
| ja    | Datei hochladen | Wohnhaus, Steinhäuschen HERIS-ID: 83282 Objekt-ID: 97155seit 2016                                         | Martiniplatz 7 Standort KG: Judenburg                           | | BDA-Hist.: Q38180359 Status: Bescheid Stand der BDA-Liste: 2025-06-30 Name: Wohnhaus, Steinhäuschen GstNr.: .63/2, 108 |
| ja    | Datei hochladen | Pforte und Mauern des ehem. Augustinerklosters HERIS-ID: 83283 Objekt-ID: 97156                           | bei Murtalerplatz 3 Standort KG: Judenburg                      | | BDA-Hist.: Q38180370 Status: § 2a Stand der BDA-Liste: 2025-06-30 Name: Pforte und Mauern des ehem. Augustinerklosters GstNr.: 98, 99/5                                                                                                |
| ja    | Datei hochladen | Bildstock, Oberweger Kreuz HERIS-ID: 82154 Objekt-ID: 95966                                               | bei Oberweggasse 19 Standort KG: Judenburg                      | | BDA-Hist.: Q38177755 Status: § 2a Stand der BDA-Liste: 2025-06-30 Name: Bildstock, Oberweger Kreuz GstNr.: 791 Oberweger Kreuz |
| ja    | Datei hochladen | Arbeiter- /Angestelltenwohnhaus HERIS-ID: 83377 Objekt-ID: 97252                                          | Paradeisgasse 14 Standort KG: Judenburg                         | Das Arbeiterwohnhaus der Gussstahlwerke mit relativ sorgfältiger Fassadengestaltung stammt aus dem Jahr 1906. | BDA-Hist.: Q38180528 Status: § 2a Stand der BDA-Liste: 2025-06-30 Name: Arbeiter- /Angestelltenwohnhaus GstNr.: .392/2 Arbeiterwohnhaus Paradeisgasse 14, Judenburg                                                                    |
| ja    | Datei hochladen | ehem. Klarissinnenkloster HERIS-ID: 83378 Objekt-ID: 97253                                                | Paradeisgasse 20, 20a, 20b, 22, 22a, 22b Standort KG: Judenburg | Das 1253/54 gegründete Kloster wurde 1786 aufgehoben und um die Wende des 20. Jahrhunderts als Arbeiterwohnkomplex adaptiert. | BDA-Hist.: Q38180537 Status: § 2a Stand der BDA-Liste: 2025-06-30 Name: ehem. Klarissinnenkloster GstNr.: .252/1 Ehemaliges Klarissinnenkloster, Judenburg                                                                             |
| ja    | Datei hochladen | Kath. Pfarrkirche hl. Magdalena HERIS-ID: 51554 Objekt-ID: 57229                                          | Sensenwerkgasse Standort KG: Judenburg                          | Die Kirche entstand im zweiten Drittel des 14. Jahrhunderts mit dem um 1271 gegründeten Marienspital. Der Chor wurde zeitlich vor dem Langhaus erbaut. Der vorgestellte Westturm ist 1805 abgebrannt und wurde in gedrungener Form wiederaufgebaut. Die Kirche wurde 1962/1963 restauriert und 1964 zur Pfarrkirche erhoben. | BDA-Hist.: Q38045919 Status: § 2a Stand der BDA-Liste: 2025-06-30 Name: Kath. Pfarrkirche hl. Magdalena GstNr.: .295, 755 Pfarrkirche St. Magdalena, Judenburg                                                                         |
| ja    | Datei hochladen | Schlossanlage Neu-Liechtenstein HERIS-ID: 37230 Objekt-ID: 36315                                          | Weißkirchnerstraße 19 Standort KG: Judenburg                    | → Hauptartikel : Schloss Liechtenstein (Steiermark) f1 | BDA-Hist.: Q1591467 Status: § 2a Stand der BDA-Liste: 2025-06-30 Name: Schlossanlage Neu-Liechtenstein GstNr.: 829/2 Schloss Liechtenstein (Steiermark)                                                                                |
| ja    | Datei hochladen | Wohnhaus mit Stadtmauer HERIS-ID: 82860 Objekt-ID: 96711                                                  | gegenüber Weyergasse 3 Standort KG: Judenburg                   | → Hauptartikel : Stadtbefestigung Judenburg f1 | BDA-Hist.: Q38179437 Status: § 2a Stand der BDA-Liste: 2025-06-30 Name: Wohnhaus mit Stadtmauer GstNr.: .99/2 |
| ja    | Datei hochladen | Stadtbefestigung und Stadtmauer HERIS-ID: 100314 Objekt-ID: 116537                                        | bei Heiligengeist-Gasse 29 Standort KG: Judenburg               | → Hauptartikel : Stadtbefestigung Judenburg f1 | BDA-Hist.: Q37775815 Status: § 2a Stand der BDA-Liste: 2025-06-30 Name: Stadtbefestigung und Stadtmauer GstNr.: 329/4, .1179, .9/1, 811/11, 811/17, 811/19, 541/9, 120/1, .56/2, 71, .106, .107, .104, .60/1, 574/2, .109/1, 61, 120/2 |
| ja    | Datei hochladen | Innere Stadtmauer HERIS-ID: 100319 Objekt-ID: 116542                                                      | Standort KG: Judenburg                                          | → Hauptartikel : Stadtbefestigung Judenburg f1 | BDA-Hist.: Q37775844 Status: § 2a Stand der BDA-Liste: 2025-06-30 Name: Innere Stadtmauer GstNr.: 811/15, 811/3, 811/21, 811/16, 811/4, 811/7, 31, 795/1, .56/1, 811/14                                                                |
| ja    | Datei hochladen | Veranstaltungshalle, ehem. Scheune HERIS-ID: 88502 Objekt-ID: 103074                                      | Eigler-Siedlung 4 Standort KG: Oberweg                          | | BDA-Hist.: Q37725840 Status: § 2a Stand der BDA-Liste: 2025-06-30 Name: Veranstaltungshalle, ehem. Scheune GstNr.: 437/2 |
| ja    | Datei hochladen | Oberlandler-Bad ohne die 1990 erfolgten Zubauten HERIS-ID: 99871 Objekt-ID: 116044                        | Fichtenhainstraße 3 Standort KG: Oberweg                        | | BDA-Hist.: Q37774921 Status: § 2a Stand der BDA-Liste: 2025-06-30 Name: Oberlandler-Bad ohne die 1990 erfolgten Zubauten GstNr.: .100                                                                                                  |
| ja    | Datei hochladen | Quellfassung HERIS-ID: 88535 Objekt-ID: 103108                                                            | Standort KG: Oberweg                                            | | BDA-Hist.: Q37726224 Status: § 2a Stand der BDA-Liste: 2025-06-30 Name: Quellfassung GstNr.: 296/2 |
| ja    | Datei hochladen | Trafostation HERIS-ID: 101171 Objekt-ID: 117484                                                           | bei Ossach 15a Standort KG: Ossach                              | | BDA-Hist.: Q37786741 Status: § 2a Stand der BDA-Liste: 2025-06-30 Name: Trafostation GstNr.: 20/2 |
| ja    | Datei hochladen | Kommandogebäude HERIS-ID: 88508 Objekt-ID: 103080                                                         | bei Ossach 36 Standort KG: Ossach                               | | BDA-Hist.: Q37725887 Status: § 2a Stand der BDA-Liste: 2025-06-30 Name: Kommandogebäude GstNr.: .69 |
| ja    | Datei hochladen | Hochofenruine HERIS-ID: 37351 Objekt-ID: 36465                                                            | Ossach 37 Standort KG: Ossach                                   | | BDA-Hist.: Q37975152 Status: § 2a Stand der BDA-Liste: 2025-06-30 Name: Hochofenruine GstNr.: .18 Hochofenruine, Ossach |
| ja    | Datei hochladen | Schloss Weyer HERIS-ID: 16607 Objekt-ID: 12872                                                            | Auerling 2 Standort KG: Reifling                                | Dreigeschoßiger Flügelbau aus dem 16. Jahrhundert | BDA-Hist.: Q37821303 Status: Bescheid Stand der BDA-Liste: 2025-06-30 Name: Schloss Weyer mit Umfassungsmauer GstNr.: .1, 1 Schloss Weyer (Reifling)                                                                                   |
| ja    | Datei hochladen | Sog. Jagdschloss Thorhof HERIS-ID: 36853 Objekt-ID: 35883                                                 | Auerling 14 Standort KG: Reifling                               | 1616 bis 1617 errichteter Landsitz der steirischen Spätrenaissance | BDA-Hist.: Q37972392 Status: Bescheid Stand der BDA-Liste: 2025-06-30 Name: Sog. Jagdschloss Thorhof GstNr.: .46 Jagdschloss Thorhof                                                                                                   |
| ja    | Datei hochladen | Schloss Grubhof HERIS-ID: 36905 Objekt-ID: 35955                                                          | bei Feeberg 47 Standort KG: Reifling                            | Gebäude mit Walmdach, im Kern aus der zweiten Hälfte des 16. Jahrhunderts | BDA-Hist.: Q37972852 Status: Bescheid Stand der BDA-Liste: 2025-06-30 Name: Schloss Grubhof GstNr.: 932 Grubhof Reifling |
| BW    | Datei hochladen | Hallstattzeitliche Höhensiedlung mit Grabhügeln am Falkenberg HERIS-ID: 112967 Objekt-ID: 131192seit 2019 | Standort KG: Tiefenbach                                         | In der hallstattzeitlichen Siedlung wurden Einzelfunde sichergestellt, unter anderm eine Fibel japodischen Typs. Anmerkung: Die Höhensiedlung erstreckt sich über die Gemeinden Pöls-Oberkurzheim und Judenburg (mit den Katastralgemeinden Tiefenbach und Waltersdorf). | BDA-Hist.: Q105646846 Status: Bescheid Stand der BDA-Liste: 2025-06-30 Name: Hallstattzeitliche Höhensiedlung mit Grabhügeln am Falkenberg GstNr.: 45, 43, 44                                                                          |
| BW    | Datei hochladen | Hallstattzeitliche Höhensiedlung mit Grabhügeln am Falkenberg HERIS-ID: 112966 Objekt-ID: 131191seit 2019 | Standort KG: Waltersdorf                                        | siehe KG Tiefenbach Anmerkung: Die Höhensiedlung erstreckt sich über die Gemeinden Pöls-Oberkurzheim und Judenburg (mit den Katastralgemeinden Tiefenbach (siehe dort) und Waltersdorf). | BDA-Hist.: Q105646843 Status: Bescheid Stand der BDA-Liste: 2025-06-30 Name: Hallstattzeitliche Höhensiedlung mit Grabhügeln am Falkenberg GstNr.: 208, 201/1, 204, 207, 216, 202, 200, 203                                            |
| ja    | Datei hochladen | Eisenzeitliches Hügelgräberfeld HERIS-ID: 111975 Objekt-ID: 130013seit 2013                               | Waltersdorferstraße 60, östlich von Standort KG: Waltersdorf    | Im Bereich des Fundortes des sog. Kultwagens von Strettweg wurden einige weitere (größtenteils mittlerweile eingeebnete) Tumuli festgestellt, von denen einige 2011/12 ergraben wurden. Anmerkung: Großflächiges Grundstück, Koordinaten näherungsweise | BDA-Hist.: Q37827996 Status: § 9-Feststellung Bodendenkmal Stand der BDA-Liste: 2025-06-30 Name: Eisenzeitliches Hügelgräberfeld GstNr.: 54                                                                                            |
| ja    | Datei hochladen | Wohnhaus, Strettwegerhof HERIS-ID: 99219 Objekt-ID: 115319seit 2014                                       | Waltersdorferstraße 73 Standort KG: Waltersdorf                 | | BDA-Hist.: Q37773884 Status: Bescheid Stand der BDA-Liste: 2025-06-30 Name: Wohnhaus, Strettwegerhof GstNr.: 215, 216 |
| BW    | Datei hochladen | Hallstattzeitlicher Tumulus HERIS-ID: 112421 Objekt-ID: 130600seit 2015                                   | gegenüber Waltersdorf 8 Standort KG: Waltersdorf                | | BDA-Hist.: Q37830731 Status: Bescheid Stand der BDA-Liste: 2025-06-30 Name: Hallstattzeitlicher Tumulus GstNr.: 16 |

## Ehemalige Denkmäler
| Foto |                 | Denkmal                                       | Standort               | Beschreibung | Metadaten                                                                                                   |
| ---- | --------------- | --------------------------------------------- | ---------------------- | ------------ | --- |
| ja   | Datei hochladen | Talübergang Grünhübl Objekt-ID: 97160bis 2013 | Standort KG: Judenburg |              | BDA-Hist.: Q106680840 Status: § 2a Stand der BDA-Liste: 2013-06-28 Name: Talübergang Grünhübl GstNr.: 795/6 |